# پونت-سانت-مارتین (کومونه)
پونت-سانت-مارتین (به ایتالیایی: Pont-Saint-Martin) یک کومونه در ایتالیا است که در واله دائوستا واقع شده‌است. پونت-سانت-مارتین ۶ کیلومتر مربع مساحت و ۴٬۰۲۹ نفر جمعیت دارد و ۳۴۵ متر بالاتر از سطح دریا واقع شده‌است.

## خواهرخوانده
شهر پترا خواهرخواندهٔ پونت-سانت-مارتین (کومونه) هست.